# Championnat de Singapour de football 1997
Navigation
Saison 1996 Saison 1998
La saison 1997 du Championnat de Singapour de football est la soixante-cinquième édition de la première division à Singapour. 
Cette saison est la deuxième de la S-League, la nouvelle mouture du championnat organisé par la fédération singapourienne. Le format est à nouveau modifié par rapport à la saison précédente pour reprendre le système classique de matchs aller-retour. Il n'y a pas de relégation puisque les clubs inscrits sont des franchises, à l'image de ce qui se fait dans les championnats australien ou américain. 
C'est le club de Singapore Armed Forces FC qui remporte le championnat cette saison, après avoir terminé en tête du classement final, avec trois points d'avance sur Tiong Bahru United et quatre sur Woodlands Wellington FC. C'est le quatrième titre au palmarès de l'histoire du club, qui réussit même le doublé en battant Woodlands Wellington en finale de la Coupe de Singapour. La réussite du champion est totale avec également une victoire en Coupe de la Ligue singapourienne, face au Geylang United FC.
Le club de Jurong SC est incorporé à la S-League à partir de cette saison.

## Les clubs participants
| - Home United FC - Tiong Bahru United - Singapore Armed Forces FC - Woodlands Wellington FC - Jurong SC | - Tampines Rovers - Geylang United - Balestier Central - Sembawang Rangers |

## Compétition
Le barème de points servant à établir le classement se décompose ainsi :
- Victoire : 3 points ;
- Match nul : 1 point ;
- Défaite : 0 point.

### Classement
| Rang | Équipe                     | Pts | J  | G  | N | P  | Bp | Bc | Diff |
| ---- | -------------------------- | --- | -- | -- | - | -- | -- | -- | ---- |
| 1    | Singapore Armed Forces FCC | 37  | 16 | 12 | 1 | 3  | 42 | 11 | +31  |
| 2    | Tiong Bahru United         | 34  | 16 | 10 | 4 | 2  | 33 | 16 | +17  |
| 3    | Woodlands Wellington FC    | 33  | 16 | 11 | 0 | 5  | 35 | 29 | +6   |
| 4    | Balestier Central          | 28  | 16 | 8  | 4 | 4  | 43 | 26 | +17  |
| 5    | Geylang United FCT         | 25  | 16 | 6  | 7 | 3  | 23 | 18 | +5   |
| 6    | Tampines Rovers            | 15  | 16 | 4  | 3 | 9  | 22 | 38 | -16  |
| 7    | Jurong SCP                 | 15  | 16 | 4  | 3 | 9  | 15 | 33 | -18  |
| 8    | Sembawang Rangers          | 8   | 16 | 1  | 5 | 10 | 19 | 37 | -18  |
| 9    | Home United FC             | 7   | 16 | 2  | 1 | 13 | 17 | 41 | -24  |

|  | Qualification pour la Coupe d'Asie des clubs champions 1998-1999                         |
|  | Qualification pour la Coupe des Coupes 1998-1999                                         |
|  | T : Tenant du titre C : Vainqueur de la Coupe de Singapour P : Club débutant en S-League |

## Bilan de la saison
| Championnat de Singapour de football 1997  |                                      |
| Champion                                   | Singapore Armed Forces FC (4e titre) |
| Coupes et trophées                         |                                      |
| Vainqueur de la Coupe de Singapour 1997    | Singapore Armed Forces FC            |
| Qualifications continentales               |                                      |
| Coupe d'Asie des clubs champions 1998-1999 | Singapore Armed Forces FC            |
| Coupe des Coupes 1998-1999                 | Woodlands Wellington FC              |
| Promotions et relégations                  |                                      |
| Promus en S-League                         | Gombak United FC                     |
| Promus en S-League                         | Marine Club                          |
| Relégués en Division II                    | Aucun                                |